# Грейтево (Поставский район)
Грейтево (белор. Грэйцева) — деревня в Новосёлковском сельсовете Поставского района Витебской области Белоруссии. Население — 18 человек (2019).

## География
Деревня расположена в 15 км от города Поставы и в 1 км от центра сельсовета.

## История
В 1873 году — в Лучайской волости Вилейского уезда Виленской губернии, 24 души.
В 1905 году-  86 жителей и 110 десятин земли.
В результате советско-польской войны 1919—1921 гг. деревня оказалась в составе Срединной Литвы.
С 1922 года — в составе Лучайской гмины Дуниловичского повета Виленского воеводства Польши (II Речь Посполитая).
В 1923 году - 16 зданий, 76 жителей.
В сентябре 1939 года деревня была присоединена к БССР силами Белорусского фронта РККА.
С 15 января 1940 года — в Новосёлковском сельсовете Поставского района. Вилейской области БССР.
На 30.12.1951 год - 22 хозяйства.
С 16 июля 1954 года — в Юньковском сельсовете.
В 1963 году - 21 двор, 62 жителя.
С 27 сентября 1991 года — в Лукашовском сельсовете.
С 24 августа 1992 года — в Новосёлковском сельсовете.
В 2001 году — 16 дворов, 37 жителей, в колхозе имени Суворова.